# Кризолита
Кризолита (порт. Crisólita) — муниципалитет в Бразилии, входит в штат Минас-Жерайс. Составная часть мезорегиона Вали-ду-Мукури. Входит в экономико-статистический микрорегион Нануки. Население составляет 5438 человек на 2006 год. Занимает площадь 969,804 км². Плотность населения — 5,6 чел./км².

## Статистика
- Валовой внутренний продукт на 2003 год составляет 17 756 051,00 реалов (данные: Бразильский институт географии и статистики).
- Валовой внутренний продукт на душу населения на 2003 год составляет 3304,07 реалов (данные: Бразильский институт географии и статистики).
- Индекс развития человеческого потенциала на 2000 год составляет 0,586 (данные: Программа развития ООН).